# Štěpán Pollach
Štěpán Pollach (26. listopadu 1811 Švábenice – 14. května 1886 Korozluky) byl rakouský úředník a politik české národnosti z Čech, v 60. a 70. letech 19. století poslanec Českého zemského sněmu.

## Biografie
Roku 1839 nastoupil do arcibiskupských služeb. Od roku 1861 působil jako ředitel arcibiskupské kanceláře v Praze, od roku 1867 coby centrální ředitel arcibiskupských statků (arcibiskupský hospodářský rada). V letech 1861–1886 byl obecním starším v Praze a v letech 1862–1879 pražským městským radním. Od roku 1849 byl řádným členem Vlastenecko-hospodářské společnosti. Byl jejím právním poradcem. Byl rovněž členem Malostranské besedy a od roku 1874 členem okresní školní rady.
Po obnovení ústavního systému vlády počátkem 60. let se zapojil i do politického života. V zemských volbách v Čechách roku 1861 byl zvolen na Český zemský sněm, kde zastupoval kurii městskou, obvod Praha-Hradčany. Byl tehdy uváděn jako oficiální český kandidát (Národní strana, staročeská). Mandát obhájil ve volbách v lednu 1867 a volbách v březnu 1867.
V srpnu 1868 patřil mezi 81 signatářů státoprávní deklarace českých poslanců, v níž česká politická reprezentace odmítla centralistické směřování státu a hájila české státní právo. V rámci tehdejší české pasivní rezistence mandát přestal vykonávat a byl ho zbaven pro absenci v září 1868. Zvolen byl manifestačně znovu v září 1869. Uspěl rovněž v řádných zemských volbách roku 1870 a zemských volbách roku 1872. Pokračující česká pasivní rezistence vedla k opakovanému zbavování mandátu a následné manifestační opětovné volbě. Takto byl znovu zvolen v doplňovacích volbách roku 1873, doplňovacích volbách roku 1874, doplňovacích volbách roku 1875, doplňovacích volbách roku 1876 a doplňovacích volbách roku 1877. Uspěl i v řádných zemských volbách roku 1878. Tentokrát již český bojkot zemského sněmu skončil a Pollach tak vykonával mandát. Uvádí se jako staročech.
Zemřel v květnu 1886 po dlouhé nemoci. Tehdy už byl uváděn jako penzionovaný arcibiskupský rada.